# ماکوتو سوناکاوا
ماکوتو سوناکاوا (انگلیسی: Makoto Sunakawa؛ زادهٔ ۱۰ اوت ۱۹۷۷) بازیکن فوتبال اهل ژاپن است.
از باشگاه‌هایی که در آن بازی کرده‌است می‌توان به باشگاه فوتبال کاشیوا ریسول و باشگاه فوتبال کونسادول ساپورو اشاره کرد.